# Ле Масон Ле Гольф, Мари
Мари Ле Масон Ле Гольф (фр. Marie Le Masson Le Golft; 25 октября 1750, Гавр — 3 января 1826, Руан) — французская писательница и натуралист.

## Биография
Мари Ле Масон Ле Гольф родилась 25 октября 1750 года в Гавре. В ряде источников утверждается, что Мари приходилась племянницей аббату Жаку-Франсуа Дикмару, известному натуралисту. Более поздние исследователи указывают, однако, что он был лишь другом семьи и учителем Мари, которая помогала ему в его работе. Другим её учителем был гидрограф Жан-Батист Д’Апре де Манвилет.
Перед смертью аббат Дикмар завещал Мари издать его «Portefeuille»: естественнонаучный труд, в основном посвящённый моллюскам. Мари завершила незаконченное произведение, однако не сумела, несмотря на многолетние усилия, найти средства для его публикации.
Мари не только занималась наследием своего учителя, но и сама, на протяжении всей своей жизни, интересовалась наукой и достигла признания как в области естественных наук, так и в истории и литературе. В 1784 году была издана её работа «Balance de la nature» — своеобразная попытка классификации животных, растений и минералов. Мари ввела ряд критериев — форма, цвет, вкус, запах и т. д. — по которым каждому из описываемых объектов присваивалось значение от 0 до 20. Затем, в 1787 году, вышел её «Esquisse d’un Tableau général du genre humain»: попытка сходным образом классифицировать населяющие Землю народы. Кроме того, она опубликовала ряд отдельных статей на естественнонаучные темы. Помимо научной деятельности, Мари преподавала историю, географию и рисование в Париже и Руане.
Мари Ле Масон Ле Гольф была членом ряда научных и литературных обществ, включая академии Руана, Арраса и Лиона, что было крайне удивительно для женщины в то время. В частности, её приёму в Академию Арраса способствовал Максимилиан Робеспьер, который в тот период был её председателем и выступал против предрассудка, не допускавшего женщин в научные сообщества.
Мари Ле Масон Ле Гольф умерла в Руане 3 января 1826 года, завещав городу свою библиотеку. Она также передала в Руанскую библиотеку свою рукопись под названием «История Гавра», в которой подробнейшим образом излагала историю города с 1450 года (даты его основания) и вплоть до 1778 года, приводя также сведения о топографии Гавра, его улицах, кварталах, памятниках и зданиях, флоре, фауне и т. п. Книга, предназначавшаяся для гаврских школьников, была построена в форме диалога между автором и вымышленным персонажем — учеником коллежа.